# Kings of Leon
Kings of Leon é uma banda de rock formada em 1999 em Nashville, Tennessee, Estados Unidos.

## História
Formada pelos irmãos Caleb Followill (guitarra e vocal), Jared Followill (baixo), Nathan Followill (bateria) e pelo primo deles Matthew Followill (guitarra) a banda lançou em 2002 o seu primeiro EP, intitulado Holy Roller Novocaine, atraindo então a atenção da crítica inglesa.
Durante toda a infância e começo da adolescência tiveram uma educação muito rígida, estudavam em casa e não lhes era permitido assistir televisão ou ouvir música secular.
Enquanto seu pai ainda fazia parte da associação religiosa, os seus filhos faziam parte da banda da igreja, Leon Followill era um pastor viajante que percorria o sul dos Estados Unidos para pregar nas mais diferentes Igrejas e levava consigo seus filhos.
Quando o pai dos meninos demitiu-se da pregação e seus pais se divorciaram em 1997, Nathan e Caleb se mudaram para Nashville e abraçaram o rock e o estilo de vida que tinham sido anteriormente negado, tentando entrar na indústria da música no processo. Enquanto estavam lá, eles encontraram o compositor Angelo Petraglia que ajudou os irmãos a aprimorar suas habilidades de composição e introduziu-los para as influências musicais do Thin Lizzy, The Rolling Stones e The Clash em particular. Seu irmão mais novo, Jared, que tinha frequentado brevemente escola pública, foi mais influenciado pela música dos Pixies e The Velvet Underground. Quando ele e seu primo Matthew também se mudaram para Nashville em 1999, Kings of Leon foi formado. O avô dos Followill faleceu em janeiro de 2014.

### Youth and Young Manhood(2003)
Em julho de 2003, foi lançado o disco Youth and Young Manhood, primeiro da banda, alcançando sucesso em todo o mundo, principalmente na Inglaterra. O álbum foi eleito pela imprensa inglesa entre os 10 melhores discos de estréia dos últimos 10 anos. Canções como Red Morning Light, Happy Alone, California Waiting e Molly's Chambers são os destaques do álbum.

### Aha Shake Heartbreak(2004)
Em novembro de 2004, foi lançado o segundo álbum da banda, este intitulado Aha Shake Heartbreak (lançamento em novembro de 2004 no Reino Unido, em fevereiro de 2005 nos Estados Unidos e em abril no restante do mundo). Precedido pelo single The Bucket que saiu em outubro, o álbum reafirmou a presença da banda no cenário internacional, vendendo mais de 500 mil cópias na Inglaterra em um ano e ganhando disco duplo de platina no Reino Unido. Destaques para King Of The Rodeo, Slow Night, So Long, Pistol of Fire, The Bucket e Four Kicks.
Durante esse tempo eles se tornaram uma das bandas prediletas de grandes nomes do 'Rock', foram escolhidos por Bono Vox para abrir cerca de 20 shows do U2 em sua turnê pelos Estados Unidos em 2005. Em 2005 também o 'Kings' precedeu o show dos Strokes no TIM Festival em 2005 (Rio, Curitiba e SP). Em 2006 saíram em turnê com o Pearl Jam e o Bob Dylan abrindo seus respectivos shows, assim como foram anunciados pela Chrissie Hynde do The Pretenders como uma de suas bandas favoritas.

### Because of The Times(2007)

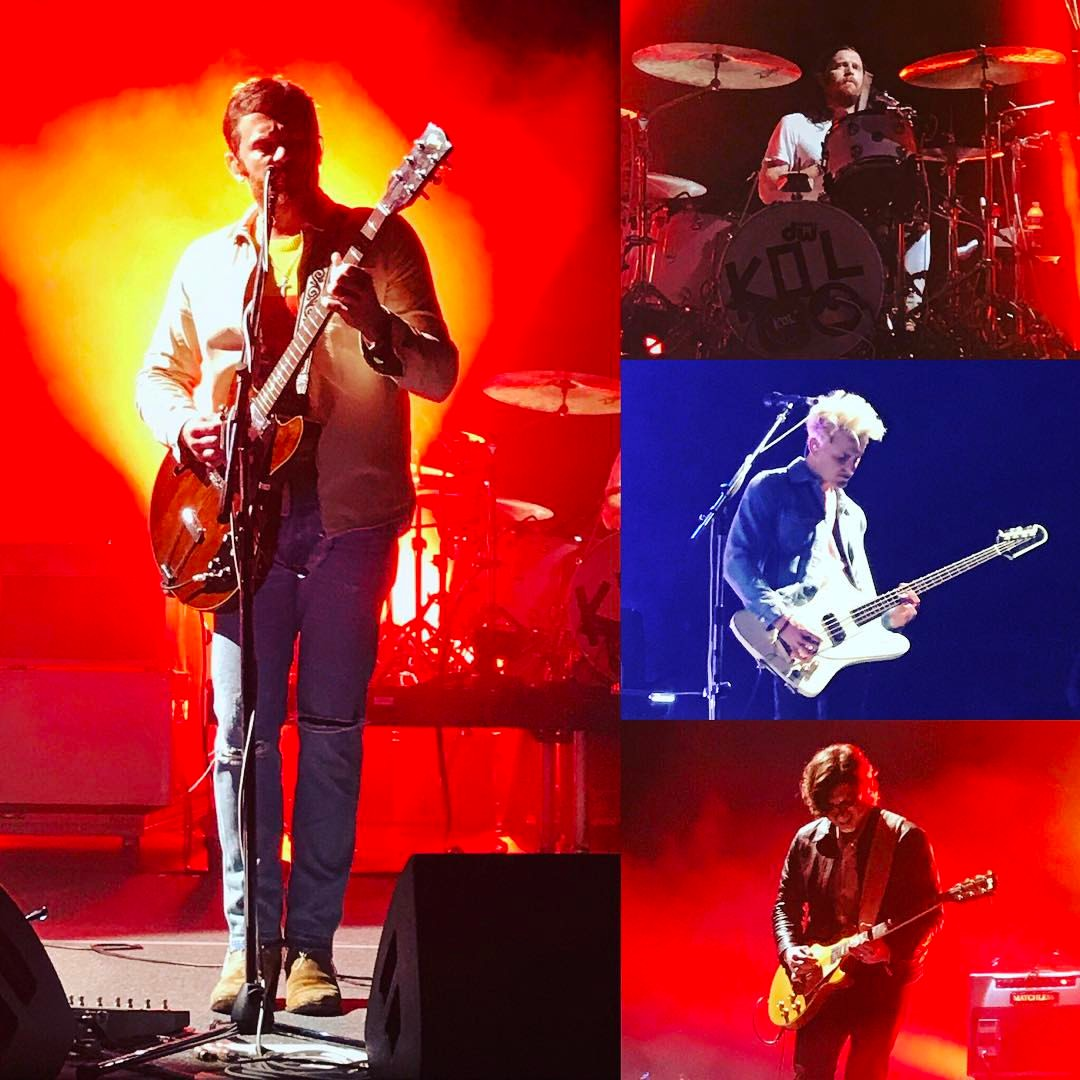
Kings of Leon em maio de 2017.

Em abril de 2007, é lançado o mais esperado álbum da banda com o título Because of The Times - em alusão a uma conferência americana de mesmo nome, é uma reunião de bispos e pastores protestantes, em que ocorrem vários eventos relacionados à igreja e à fé cristã e que os três irmãos costumavam frequentar todos os anos quando crianças acompanhando o seu pai e ex-ministro pentecostal Leon Followill. Lançado simultaneamente após o single On Call - que conta também com a ótima My Third House. Em julho de 2007, foi lançado o single Fans que também conta com a nova música Woo Hoo. Entretanto não há previsão para o lançamento do álbum no Brasil.
No álbum é perceptível a evolução da banda e a vasta criatividade que eles consolidaram. Após o lançamento, o álbum liderou por várias semanas as paradas britânicas e atingiu o 25º lugar nos Estados Unidos, um feito considerável para eles que até então eram aclamados na terra dos Beatles e pouco conhecidos em seu país natal. Entraram simultaneamente nas paradas da Austrália, Nova Zelândia e Irlanda.
Os destaques do álbum: Knocked Up, faixa de 7 minutos que abre o álbum e a música preferida dos membros da banda. Charmer com os gritos de Caleb Followill, On Call com sua introdução experimental e uma linha impecável no baixo. McFearless apelidada pela banda de "McFantastic", o Rock Arena de Black Thumbnail, os experimentos vocais de My Party em que Caleb Followill utiliza dois microfones, o reggae Ragoo, a dançante Fans uma balada com forte influência do booggie (ritmo dançante dos anos 70) em homenagem a seus fâs britânicos e a última música do álbum Arizona, faixa com influência soul na qual após o 2º refrão Matthew Followill toca triângulo.
Para a crítica, este é o melhor álbum da banda até o momento, que apresenta canções com letras reflexivas e ao mesmo tempo expõe de forma definitiva a originalidade e criatividade da banda para compor.

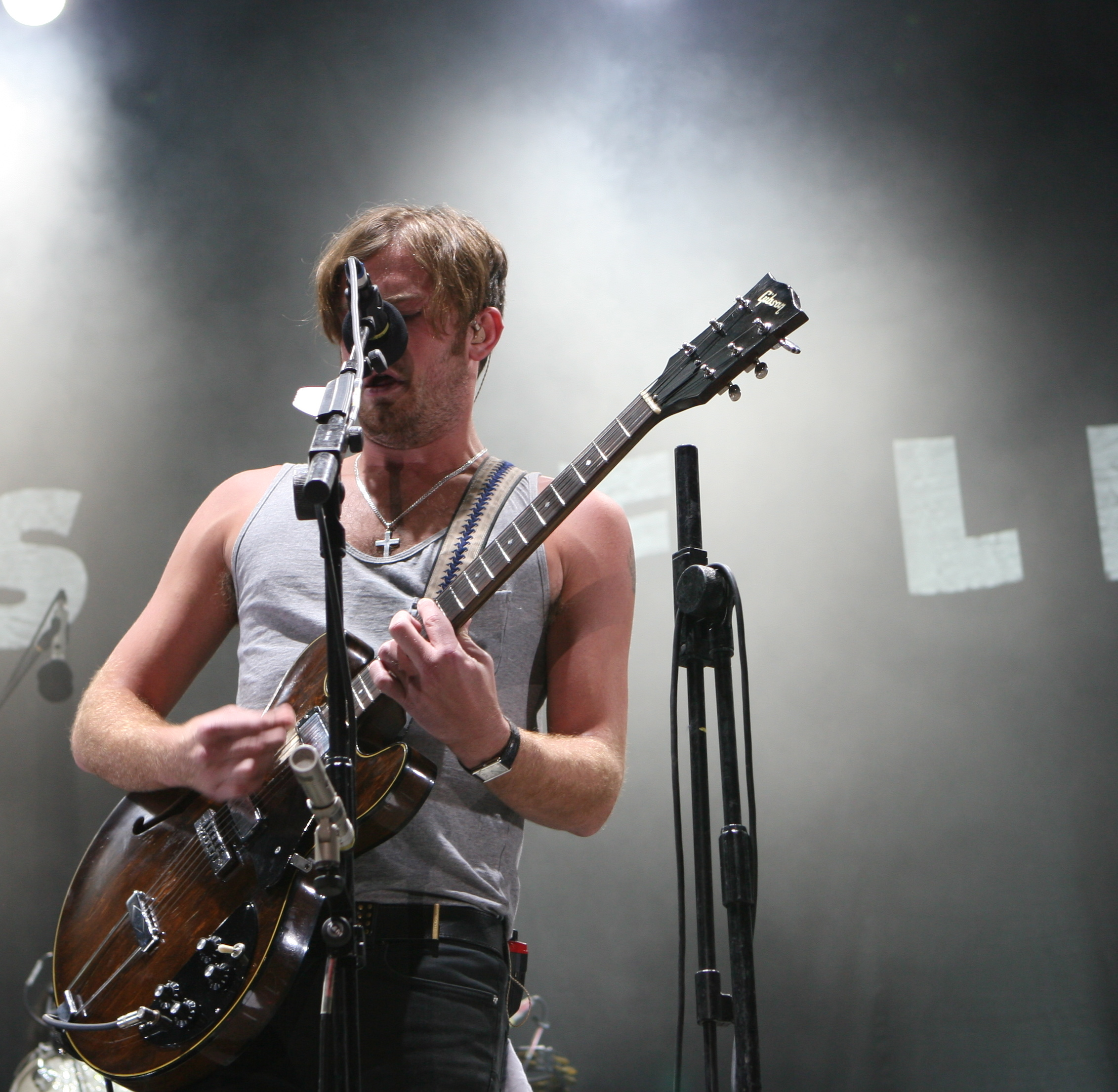
O vocalista Caleb Followill.

### Only by the Night(2008)
Intitulado Only by the Night, é o quarto álbum da banda, lançado dia 19 de Setembro de 2008, na Irlanda, Alemanha e Austrália, e em 22 e 23 de setembro, no Reino Unido e Estados Unidos respectivamente, e agora, com lançamento mundial - incluindo Brasil.
O álbum mais aclamado da banda, com recordes de venda e que conquistou o público norte-americano, que tinha algum receio pela banda que era proveniente da terra do Tio Sam e tinha um estilo um tanto quanto sulista.
Eleito o melhor álbum de 2008 por diversos órgão especializados, presente em diversas categorias em premiações musicais pelo mundo e indicado a três Grammys.
No 52º Grammy Awards, realizando em Los Angeles, nos Estados Unidos,o KOL foi indicado a 4 prêmios: ganhou melhor performance de rock ("Use Somebody") e melhor canção de rock (também "Use Somebody"), perdeu canção do ano e ainda ganhou como gravação do ano.
O álbum mostra a evolução da banda, assim como novas influências, talvez Only By The Night seja o álbum que mais fuja do estilo southern rock da banda, evoluindo para algo próximo ao post-grunge (ou grunge como declarado pelos próprios), e ao indie, talvez proveniente da paixão da banda pelo cenário do Reino Unido. Destaque para as faixas "Sex On Fire", "Use Somebody", "Crawl" e "Closer".
Em 10 de novembro de 2009, o Kings of Leon lançou seu primeiro DVD intitulado Live at the O2 London, England.

### Come Around Sundown(2010)
O quinto álbum da banda, intitulado Come Around Sundown, foi lançado em 18 de outubro de 2010 no Reino Unido e em 19 de outubro nos Estados Unidos. O disco foi gravado nas cidades de Nashville e em Nova Iorque entre fevereiro e junho de 2010. Após o lançamento de Come Around Sundownna Austrália, a banda liberou todas as faixas do CD no seu site oficial.
Em junho de 2010, o Kings of Leon saiu em turnê pela América do Norte e na Europa, visitando mais de 50 cidades.
Também em junho a banda foi atração principal do festival Slane Castle na Irlanda, enquanto foram informados da morte de seu tio Cleo.  Em 27 de julho de 2011, durante um show em Dallas, Texas, o cantor Caleb Followill parecia estar embriagado. Ele saiu do palco, alegando que ia vomitar, e voltar para tocar mais três músicas, porém não voltou, fazendo o resto da banda se desculpar com a multidão e terminar o show abruptamente. Em 1 de agosto de 2011, a banda anunciou em seu site que o restante de sua turnê nos EUA seria cancelada sem reagendamentos devido às datas que já haviam agendado.

### Mechanical Bull(2013)
Após quase três anos em turnê, o Kings of Leon anunciaram um novo álbum de estúdio, que seria lançado em 2013. O disco, intitulado Mechanical Bull, foi oficialmente lançado no dia 24 de setembro. O primeiro single do álbum, intitulado "Supersoaker", foi lançado em 17 de julho de 2013.  O segundo single "Wait for Me" foi lançado no Reino Unido em agosto de 2013 e estreou no número 31 no UK Singles Chart. "Last Mile Home", uma música originalmente da versão deluxe de Mechanical Bull, teve uma versão simplificada escrita para a trilha sonora do filme August: Osage County.

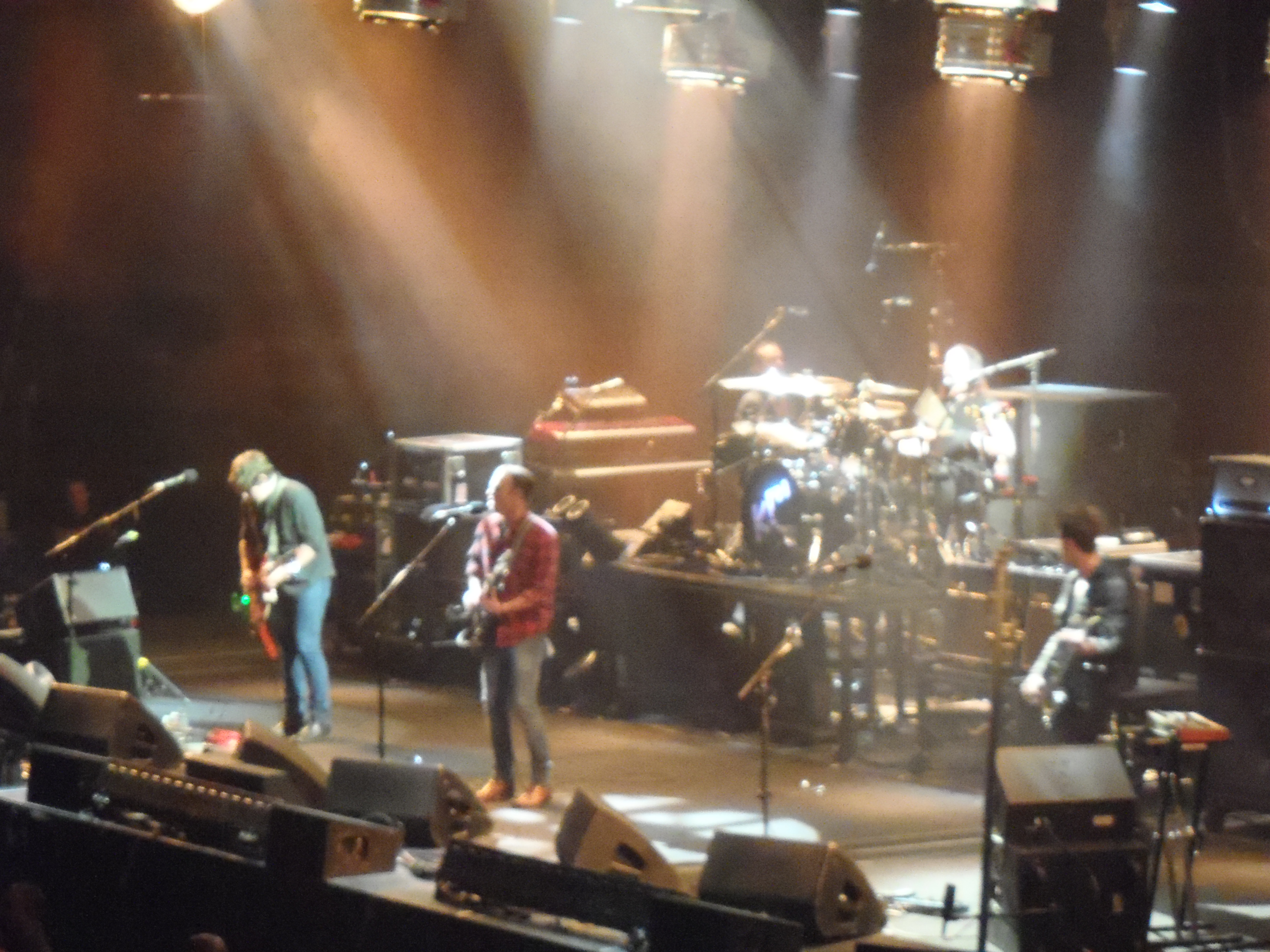
KOL se apresentando na Rogers Arena.

### WALLS(2015)
Seguindo seu show da véspera de Ano Novo em Nashville, o baterista Nathan Followill disse que a banda está apontando para lançar o álbum sete em 2016: "Já começamos a pré-produção em nosso estúdio para o próximo disco, mas o principal compromisso para o calendário de 2016 é finalizá-lo" O vocalista Caleb Followill, acrescentou: "Nossos dois primeiros álbuns foram gravados em Los Angeles, então tentaremos voltar e ver se lá nos inspira. Se não, temos um estúdio em casa, então podemos sempre voltar". No dia 21de agosto, o Kings of leon anunciou seu sétimo álbum através de um vídeo divulgado no twitter da banda. Nele, são mostradas imagens dos outros seis trabalhos lançados, Youth & young manhood, Aha shake heartbreak, Because of the times, Only by the night, Come around sundown e Mechanical bull, lançado em 2013. Além disso, a banda revelou outra informação sobre o trabalho, o título: Walls.   O primeiro single do álbum, "Waste a Moment", foi lançado em 9 de setembro de 2016. O segundo, "Walls", foi lançado no dia 22. O terceiro single "Around The World" foi lançado no dia 29. A quarta canção "Reverend", foi disponibilizado em plataformas de streaming em 6 de Outubro. No dia 14 de Outubro, a banda lançou seu sétimo álbum de estúdio.

### When You See Yourself(2021)
Em 31 de março de 2020, a banda lançou uma gravação acústica ao vivo de sua primeira música em mais de três anos, "Going Nowhere", através do YouTube e várias plataformas de mídia social.
Em 1º de janeiro de 2021, a banda lançou a música "The Bandit" no Instagram e, posteriormente, postou mais cinco teasers de novas músicas. O nome de seu oitavo álbum de estúdio, When You See Yourself, foi anunciado em 7 de janeiro de 2021 e lançado em 5 de março de 2021. No mesmo dia, a banda lançou os dois singles principais do álbum; "The Bandit" e "100.000 People". Como seu antecessor, o álbum é produzido por Markus Dravs.

### Can We Please Have Fun(2024)
Kings of Leon anunciou seu nono álbum de estúdio Can We Please Have Fun em 22 de fevereiro de 2024. O álbum foi lançado no dia 10 de maio de 2024 pela LoveTap Records e Capitol Records, o primeiro álbum da banda a ser lançado por essas duas gravadoras. O primeiro single, "Mustang", foi lançado no mesmo dia do anúncio do álbum.

## Em outras mídias
Em abril de 2011, um filme de 87 minutos, dirigidos por Stephen C. Mitchell, é lançado. O longa é uma documentário sobre os shows da banda e foi mostrado no Festival de TriBeCa de 2011, chamado Talihina Sky, nome de uma canção antiga do Kings of Leon. O filme então estreou no deadCENTER Film Festival em Oklahoma City, Oklahoma, em 8 de junho de 2011.
A estréia na europa foi no Festival de Cinema de Edimburgo em 25 de junho. O filme foi logo depois lançado no Reino Unido. A RCA Records lançou o filme em Blu-ray Disc e DVD em 1 de novembro de 2011.
A capa do álbum Mechanical Bull aparece no videogame Life Is Strange: True Colors de 2021 e os personagens ouvem a música "Don't Matter". A banda também foi selecionada para tocar como parte das festividades do Draft 2021 da NFL no Rock and Roll Hall of Fame em Cleveland, Ohio.

## Prêmios e indicações
Desde sua estreia, o Kings of Leon recebeu várias indicações à premiações do meio musical. Inclusive 12 indicações ao Grammy Awards. Outras indicações foram: Brit Awards, Juno Awards, MTV Video Music Awards, MTV Europe Music Awards, Los Premios MTV e NME Awards. No 51st GRAMMY Awards de 2009 venceram na categoria Melhor Peformance de Rock em Dupla ou Grupo com Vocal, e no 52st Annual GRAMMY Awards, eles venceram em 3 categorias, incluindo Gravação do Ano com Use Somebody

## Integrantes
- Caleb Followill – vocal e guitarra
- Matthew Followill – guitarra
- Jared Followill – baixo e sintetizador
- Nathan Followill – bateria e vocal de apoio

Membros de turnê
- Liam O'Neil - piano, teclados e percussão
- Timothy Deaux - guitarra e percussão
- Ethan Luck - guitarra, teclados, piano e percussão
- Chris Coleman - guitarra, teclados, piano, percussão e vocal de apoio

## Discografia
Álbuns de estúdio
- Youth & Young Manhood (2003)
- Aha Shake Heartbreak (2004)
- Because of The Times (2007)
- Only by the Night (2008)
- Come Around Sundown (2010)
- Mechanical Bull (2013)
- Walls (2016)
- When You See Yourself (2021)
- Can We Please Have Fun (2024)